# Стендал
Мари-Анри Бел (фр. Marie-Henri Beyle; Гренобл, 23. јануар 1783 — Париз, 23. март 1842), познатији под псеудонимом Стендал, био је француски писац чија се дела сматрају претечом реализма.

## Биографија
Стендал је рођен у Греноблу 23. јануара 1783. године. Имао је тешко детињство. Касније је успео да пропутује Немачком, али је био везанији за Италију, где је постао конзул. Већину својих дела написао је у Италији и објавио под псеудонимом Стендал. Његов роман Црвено и црно заснован је на истинитом догађају објављеном у новинској хроници. Најпознатија Стендалова дела су романи Црвено и црно, Пармски картузијански манастир и Расправа о љубави.
По општем мишљењу, Пармски картузијански манастир један је од најузбудљивијих љубавних романа у француској и европској књижевности. С обзиром на то да је живео у периоду романтизма, Стендалова реалистичка дела нису била цењена у то време. Свој рад је посветио „неколицини срећника“, мислећи притом на оне који су, после његове смрти, почетком XX века „открили“ његов таленат.

### Детињство и младост
Из његове аутобиографије Живот Анрија Брилара може се сазнати да му је мајка умрла на порођају, када је имао седам година. Тај догађај одредио је не само његово детињство, већ и његов каснији живот. Отац му је био „побожан грађанин који је мислио само на зараду“. Одгајио га је деда Анри Гањон, лекар кога се Стендал сећа као „љубазног и забавног“. Деда му је био образован и посвећивао му је пажњу, читао му, утицао да заволи књижевност. Врло рано Стендал чита Молијера, Волтера, Хорација…
Са 13 година уписује се у Централну школу у Греноблу, почиње да се дружи са вршњацима, стиче пријатеље и изузетно успешан у математици. Захваљујући баш математици, добија стипендију и са 16 година уписује Политехничку школу у Паризу. Није очаран Паризом, „град светлости“ доживљава као “блатњав, без планина”, град врло заузетих људи које он не познаје. Разбољева се. После оздрављења, напушта студије, жели да буде заводник и „да пише комедије“. Међутим, запошљава се у Министарству рата. Када се Наполеон прогласио за цара, 1804. године, именовао је Стендала за првог конзула у Италији. Две године касније враћа се у Париз као официр Наполеонове армије и непосредно, на бојном пољу, прати Бонапартине војне успехе у Немачкој, укидање Светог римског царства, стварање Рајнске конфедерације. У аутобиографији каже да је тим догађајем, официрским позивом, „био потпуно опијен, луд од среће и радости.“
Истовремено боравећи у Немачкој открива Моцарта и његову музику и фасциниран је, занесен њеном лепотом (та опчињеност лепотом уметничког дела или неком природном лепотом, чему је био склон Стендал, назива се „Стендалов синдром“ у медицини и подразумева убрзан рад срца, гушење…). Прикључиће се и Наполеоновом походу на Москву септембра 1812. године. Биће сведок победе код Бородина, а 1815. године дефинитивног Наполеоновог пораза и предаје. Враћа се у Италију, у „нову и праву домовину“, како каже. У Италији је написао: Живот Хајднов, Историју сликарства у Италији и путопис Рим, Напуљ, Фиренца. Под сумњом да шурује са карбонарима, тајним групама које су се бориле против рестаурације монархије и које су биле раширене по Апенинском полуострву, Стендал бива протеран из Италије. Враћа се у Париз, град у коме је написао нека од најважнијих дела: студију Расин и Шекспир, Живот Росинијев и своје капитално дело Црвено и црно.

### Каснији живот и смрт
Од 1831. године поново је у Италији. Опет је конзул у Чивитавекији. Чита старе италијанске хронике и у њима налази мотиве за многобројне новеле, као и за свој други велики роман Пармански картузијански манастир. Пред крај живота, 1841. године, пошто је претходно остао без положаја, враћа се у Париз, прилично болестан. Пише под псеудонимима: Луиз Александар, Бомбе, Анастас де Сарпијер.
Умро је у пролеће 1842. године. Постхумно су објављена многобројна његова дела, међу којима још један роман, Лисјан Левен.

## Критичка оцена
Иполит Тен је сматрао да су психолошки портрети Стендалових ликова „стварни, јер су сложени, вишестрани, специфични и оригинални, попут живих људских бића“. Емил Зола се сложио са Теновом проценом Стендалових вештина као „психолога“, и иако је недвосмислен у својој похвали Стендаловој психолошкој тачности и одбацивању конвенција, осудио је различите неуверљивости романа и Стендалову јасну ауторску интервенцију.
Немачки филозоф Фридрих Ниче назива Стендала „последњим великим француским психологом“ у Изван добра и зла (1886). Такође помиње Стендала у Сумраку идола (1889) током расправе о Достојевском као психологу, рекавши да је сусрет са Достојевским био „најлепша несрећа у мом животу, више него чак и моје откриће Стендала”.
Форд Мадокс Форд, у Енглеском роману, тврди да Дидроу и Стендалу „роман дугује свој следећи велики корак напред... У том тренутку је одједном постало очигледно да се роман као такав може сматрати средством дубоко озбиљних и вишестраних дискусија и стога као медиј дубоко озбиљне истраге људског случаја.“
Ерих Ауербах сматра да је савремени „озбиљни реализам“ почео са Стендалом и Балзаком. У Мимезису напомиње једну сцену у Црвеном и црном која би „била готово несхватљива без најтачнијег и детаљнијег познавања политичке ситуације, друштвеног раслојавања и економских околности једног савршено одређеног историјског тренутка, наиме, оног у коме се нашла Француска непосредно пред Јулску револуцију.“
Према Ауербаховом мишљењу, у Стендаловим романима „ликови, ставови и односи драмских персона су, дакле, веома уско повезани са савременим историјским околностима; савремени политички и друштвени услови уткани су у радњу на начин детаљнији и стварнији него што је то био случај у било ком ранијем роману, и заиста у свим делима књижевне уметности осим оних за које се изричито тврди да су политичко-сатирични трактати.”
Симон де Бовоар употребљава Стендала као пример феминистичког аутора. У Другом полу, Де Бовоарова пише: „Стендал никада не описује своје хероине као функцију својих хероја: он им даје њихове сопствене судбине.“ Она даље истиче да је „изванредно да је Стендал тако дубоко романтичан и толико одлучно феминистичан; феминисти су обично рационални умови који усвајају универзалну тачку гледишта о свему; али Стендал то чини не само у име слободе уопште него и у име индивидуалне среће позива на еманципацију жена.“ Ипак, Де Бовоарова критикује Стендала због тога што мада жели да му жене буду равне, једина судбина коју за њих предвиђа остају мушкарци.
Владимир Набоков је Стендала одбацио, у Јаким мишљењима га је назвао „љубимцем свих оних који воле своју француску равницу”. У белешкама уз свој превод Евгенија Оњегина, Набоков тврди да је Црвено и црно „знатно прецењено“, а да Стендал има „безвредан стил“. У Пнину је сатирично писао: „Књижевна одељења су и даље радила под утиском да су Стендал, Голсворди, Драјзер и Ман били велики писци.“
Мајкл Дирда сматра Стендала „највећим француским писцем, аутором два од 20 најбољих француских романа, аутором веома оригиналне аутобиографије (Живот Анрија Брилара), врхунским путописцем, и писцем ком ћете веровати више од било ког другог писца са којим ћете се икада упознати."

## Дела
- Црвено и црно (1830)
- Пармски картузијански манастир (1839)
- Расправа о љубави
- Лисјан Левен
- Живот Хајднов
- Историја сликарства у Италији
- Рим, Напуљ, Фиренца
- Расин и Шекспир
- Живот Росинијев

### Недовршена аутобиографска дела
- Мемоари једног егоисте (1892)
- Живот Анрија Брилара (1890)